# Duesme
 Duesme  là một xã ở tỉnh Côte-d’Or trong vùng Bourgogne-Franche-Comté, phía đông nước Pháp. Xã Duesme nằm ở khu vực có độ cao trung bình 308 mét trên mực nước biển.